# جفری جندریک
جفری جندریک(زاده ۱۵ سپتامبر ۱۹۹۵) یک بازیکن والیبال اهل آمریکا است. او ۴ سال در دانشگاه لویولا بازی و تحصیل کرد. او عضوی از تیم ملی آمریکا، برنده مدال برنز قهرمانی جهان ۲۰۱۸، جام جهانی ۲۰۱۹ و لیگ ملت‌های ۲۰۱۸ است. در سطح باشگاهی حرفه ای، او برای تیم PlusLiga , LUK Lublin بازی می‌کند.

## دستاوردهای ورزشی

### دانشگاهی
- مسابقات قهرمانی کشور
  - 2015</img> مسابقات قهرمانی ملی NCAA، با لویولا رامبلرز[۱]

### باشگاهی
- مسابقات قهرمانی کشور
  - 2018/2019</img> قهرمانی آلمان، با Berlin Recycling
  - 2019/2020</img> سوپرکاپ آلمان، باBerlin Recycling
  - 2019/2020</img> جام آلمان، با Berlin Recycling
  - 2021/2022</img> سوپرکاپ آلمان، با Berlin Recycling
  - 2021/2022</img> قهرمانی آلمان، با Berlin Recycling

### تیم ملی جوانان آمریکا
- 2015 جام پن امریکن جوانان زیر ۲۱ سال

### جوایز انفرادی
- ۲۰۱۵: مسابقات قهرمانی ملی NCAA -(برجسته‌ترین بازیکن)
- ۲۰۱۹: قهرمانی NORCECA – بهترین مدافع میانی